# Luchthaven van Auckland
Auckland Airport , voorheen Auckland International Airport en in de volksmond Mangere airport is de grootste luchthaven van Nieuw-Zeeland met 13 miljoen passagiers per jaar. De luchthaven ligt 21 kilometer ten zuiden van het centrum van Auckland, in de buitenwijk Mangere. Auckland Airport is de thuishaven van de luchtvaartmaatschappij Air New Zealand.
De luchthaven heeft twee landingsbanen die parallel aan elkaar lopen en heeft een capaciteit van 45 vluchten per uur. De kleinste landingsbaan was oorspronkelijk een taxibaan. De twee banen liggen te dicht op elkaar om tegelijkertijd in gebruik te zijn. De kleine baan is bedoeld als reserve voor als de langere baan in onderhoud is.

## Luchtvaartmaatschappijen en bestemmingen
- Aerolíneas Argentinas - Buenos Aires-Ezeiza, Sydney
- Air Chathams - Chatham Islands, Napier
- Air New Zealand - Christchurch, Dunedin, Queenstown, Wellington
- Air New Zealand - Adelaide, Apia, Beijing-Capital, Brisbane, Cairns, Gold Coast, Hong Kong, Honolulu, London-Heathrow, Los Angeles, Melbourne, Nadi, Niue, Norfolk Island, Nouméa, Nuku'alofa, Osaka-Kansai, Papeete, Perth, Port Vila, Rarotonga, San Francisco, Shanghai-Pudong, Sydney, Tokyo-Narita, Vancouver
- Air New Zealand (uitgevoerd door Air Nelson) -  Blenheim, Gisborne, Kerikeri, Napier, Nelson, New Plymouth, Palmerston North, Tauranga
- Air New Zealand (uitgevoerd door Eagle Airways) - Blenheim, Gisborne, Hamilton, Kaitaia, Kerikeri, Masterton, Rotorua, Taupo, Tauranga, Wanganui, Whakatane, Whangarei
- Air New Zealand (uitgevoerd door Mount Cook Airline) - Napier, Palmerston North, Blenheim
- Air Pacific - Nadi, Suva
- Air Tahiti Nui - Papeete
- Air Vanuatu - Port Vila
- Aircalin - Nouméa
- Cathay Pacific - Hong Kong
- China Airlines - Brisbane, Taipei-Taoyuan
- China Eastern Airlines - Shanghai
- China Southern Airlines - Guangzhou
- Emirates - Brisbane, Dubai, Melbourne, Sydney
- Great Barrier Airlines - Great Barrier Island, Matarangi, Whangarei, Whitianga
- Jetstar Airways - Christchurch, Dunedin, Queenstown, Wellington
- Jetstar Airways -  Cairns, Gold Coast, Melbourne, Sydney
- Jetstar Asia Airways - Singapore
- Korean Air - Seoul-Incheon
- LAN Airlines - Santiago de Chile, Sydney
- Malaysia Airlines - Kuala Lumpur
- Mountain Air - Great Barrier Island, Whangarei, Tongariro
- Qantas - Sydney, Los Angeles
- Qantas (uitgevoerd door Jetconnect) - Brisbane, Melbourne, Sydney
- Royal Brunei - Bandar Seri Begawan (tot 30 october)
- Singapore Airlines - Singapore
- Thai Airways International - Bangkok-Suvarnabhumi
- Virgin Australia (uitgevoerd door Pacific Blue) - Brisbane, Cairns (tot 31 october), Gold Coast, Melbourne, Nuku'alofa, Rarotonga, Sydney
- Virgin Australia (uitgevoerd door Polynesian Blue) - Apia